# David Bates (Physiker)
Sir David Robert Bates, Kt, FRS, MRIA (* 18. November 1916 in Omagh, County Tyrone; † 5. Januar 1994 in Belfast) war ein nordirischer Astronom, Mathematiker und Physiker.
Bates beschäftigte sich insbesondere mit Atmosphärenwissenschaften und erhielt unter anderem 1970 die Hughes-Medaille. Seine Forschungen über Physik der oberen Atmosphäre, Chemie interstellarer Wolken sowie theoretische Atom- und Molekularphysik legten den Grundstein für die Wissenschaft, die heute als Aeronomie bezeichnet wird. Als lebenslanger Friedensaktivist in Irland sowie im Nordirlandkonflikt war er 1970 Mitbegründer der überkonfessionellen Allianzpartei Nordirlands (Alliance Party of Northern Ireland).

## Leben

### Studium, erste Forschungen und Zweiter Weltkrieg
David Robert Bates war das jüngste von vier Kindern des Apothekers Walter Vivian Bates und dessen Ehefrau Mary Olive „Molly“ Bates, wobei neben ihm nur seine ältere Schwester Margaret „Peggy“ Bates das Kleinkindalter überlebte. Er besuchte zunächst die Miss Quigly’s School, eine Einklassenschule in Omagh, sowie 1925 nach dem Umzug mit seiner Mutter und seiner Schwester nach Belfast die Inchmarlo Preparatory School. 1929 wechselte er zur Royal Belfast Academical Institution und begann nach deren Abschluss 1934 ein Physikstudium an der Queen’s University Belfast, das er 1937 mit einem Bachelor of Science (B.S. Physics) beendete. Er besuchte Vorlesungen zur Experimentalphysik von Karl George Emeléus  (1901–1989) sowie zur Mathematischen Physik von Harrie Massey, die er jeweils beide mit Auszeichnung absolvierte. Ein darauf folgendes postgraduales Studium der Physik an der Queen’s University Belfast schloss er 1938 mit einem Master of Science (M.S. Physics) mit der gemeinsam mit seinem Kommilitonen Joseph John Unwin (1915–1943) erarbeiteten Masterarbeit Recombination in the upper atmosphere ab. Nachdem Richard Buckingham einige der dort theoretisch dargestellten Resultate wissenschaftlich erprobt hatte, wurden diese 1939 veröffentlicht.
Als Harrie Massey im Herbst 1938 den Goldschmid-Lehrstuhl für Angewandte Mathematik am University College London (UCL) übernommen hatte, begann Bates an diesem Lehrstuhl sein Promotionsstudium. Er veröffentlichte 1939 The quantal theory of continuous absorption of radiation by various atoms in their ground states. Allerdings konnte er wegen des Beginns des Zweiten Weltkrieges seine Promotion nicht abschließen, sondern wechselte zusammen mit Massey und Buckingham ins Forschungslaboratorium der Admiralität (Admiralty Research Laboratory) in Teddington. Unter Masseys Leitung war er Mitarbeiter in einer Forschungsgruppe zur Bekämpfung der Bedrohung durch deutsche Magnetminen, die die Schiffe der Alliierten zerstörten. Bis 1941 hatten sie die Probleme der deutschen Minen gelöst und das Team wechselte in die Abteilung für Minendesign (Mine Design Department) der Royal Navy in der Nähe von Portsmouth, um an der Herstellung von Minen zu arbeiten, mit denen deutsche Schiffe angegriffen werden konnten. Bates wurde Vorsitzender des Forschungsausschusses für Maschinenbauprobleme.

### Nachkriegszeit, Forscher und Hochschullehrer
Nach Kriegsende kehrten Bates und Massey an das University College London zurück. Bates hat seine Doktorarbeit nie abgeschlossen. Die Gelegenheit war vergangen und zu diesem Zeitpunkt war er als Forscher bereits zu etabliert, um einen Doktortitel zu verlangen. Er wurde 1945 zum Dozenten für Mathematik am University College ernannt. Zusammen mit zwei Forschungsstudenten unternahm er viele wichtige Forschungen, in denen mathematische Techniken zur Untersuchung der ionisierten Regionen der Erdatmosphäre angewendet wurden. Während eines Forschungsaufenthalts am California Institute of Technology in Pasadena 1950 begann er eine Zusammenarbeit mit dem belgischen Geo- und Astrophysiker Marcel Nicolet. Darüber hinaus verfasste er während eines anschließenden Forschungsaufenthalts an der Princeton University zusammen mit dem dortigen Leiter der Abteilung Astrophysik Lyman Spitzer die Facharbeit The density of molecules in interstellar space, in der sie sich mit der Dichte von Molekülen im interstellaren Raum befassten. Nach seiner Rückkehr verlieh ihm das University College London 1951 einen Doktor der Wissenschaften im Fach Physik (Doctor of Science in Physics) sowie einen Lehrauftrag für Physik.
Ende 1951 übernahm David Bates eine Professur für Angewandte Mathematik und Theoretische Physik am Queen’s University Belfast. 1952 wurde er Mitglied der Royal Irish Academy (MRIA) sowie 1955 Fellow der Royal Society (FRS). In seinen Studien kombinierte Bates physikalische Einsichten mit mathematischen Formulierungen, die so konstruiert waren, dass numerische Berechnungen durchgeführt werden konnten, um quantitative Vergleiche von Theorie und Messung zu ermöglichen. Er untersuchte eine Vielzahl von Prozessen und leistete wichtige Beiträge zur genauen Beschreibung von Photoionisation, Photodetachment, Kollisionsanregung, Ionisation und Ladungstransfer, chemischen Reaktionen, gegenseitiger Neutralisation, Strahlungsassoziation, dissoziativer Rekombination, dielektronischer Rekombination, Kollisions-Strahlungsrekombination und Ionen-Ion-Rekombination. 1961 wurde er einer der ersten Mitglied der am 6. August 1960 in Stockholm durch Theodore von Kármán gegründeten International Academy of Astronautics (IAA). 1970 verlieh ihm die Royal Society „für seine herausragenden Beiträge zur theoretischen Atom- und Molekularphysik und ihren Anwendungen in der Atmosphärenphysik, Plasmaphysik und Astrophysik“ die Hughes-Medaille. Darüber hinaus wurde er 1974 Mitglied der American Academy of Arts and Sciences.

### Politisches Engagement, Knight Bachelor und Familie
Als lebenslanger Friedensaktivist in Irland sowie im Nordirlandkonflikt war David Robert Bates 1970 Mitbegründer der überkonfessionellen Allianzpartei Nordirlands (Alliance Party of Northern Ireland) und bis zu seinem Tode einer der Vizepräsidenten der Partei. 1976 fungierte er zudem als Vizepräsident der Royal Irish Academy. Gemeinsam mit John Gatenby Bolton wurde ihm 1977 die Goldmedaille der Royal Astronomical Society verliehen. Am 7. Februar 1978 wurde er zum Knight Bachelor geschlagen, so dass er fortan den Namenszusatz „Sir“.
1978 erhielt Bates den nach Charles Chree benannten Chree Medal and Prize, der vom Institute of Physics für ausgezeichnete Beiträge zur Umwelt-, Erd- oder Atmosphärenphysik vergeben wird. 1979 wurde er Mitglied der Académie royale des Sciences, des Lettres et des Beaux-Arts de Belgique sowie 1984 Mitglied der National Academy of Sciences (NAS). 1985 wurde er des Weiteren Mitglied der International Academy of Quantum Molecular Science und erhielt 1987 außerdem die John Adam Fleming Medal der American Geophysical Union (AGU). Er erhielt ferner zahlreiche Ehrendoktortitel verschiedener Universitäten. Ihm zu Ehren wird die David Bates Medal für Planeten- und Solarsystemwissenschaften der European Geophysical Society (EGS) vergeben. Außerdem verleiht das Institute of Physics den David Bates Prize für „herausragende Leistungen in der Atom-, Molekular-, Optik- und Plasmaphysik“. 1982 trat er als Professor Emeritus in den Ruhestand, woraufhin die Queen’s University Belfast das Gebäude der Forschungsabteilung für Theoretische und Computerphysik (Theoretical and Computational Physics Research Division) in David Bates Building benannte.
Aus seiner am 20. März 1956 geschlossenen Ehe mit Barbara Morris Bates gingen der Sohn Adam David Bates sowie die Tochter Katherine Maud Bates hervor.

## Veröffentlichungen
- Recombination in the upper atmosphere, Mitautor Joseph John Unwin, Belfast 1939
- The density of molecules in interstellar space, Mitautor Lyman Spitzer, Princeton 1950
- Space research and exploration, New York City 1957
- The earth and its atmosphere, New York City 1957
- Quantum theory, New York City 1961
- Atomic and molecular processes, New York City 1962
- The Planet Earth, New York City 1957, Neuauflage 1964
- Theoretical interpretation of upper atmosphere emissions, New York 1964
- Advances in atomic and molecular physics, Mitautor Benjamin Bederson, New York City 1965 (zahlreiche Neuauflagen)

## Hintergrundliteratur
- P. G. Burke, B. L. Moiseiwitsch (Herausgeber): Atomic processes and applications. In honour of David R. Bates' 60th birthday, Festschrift, 1976
- Alexander Dalgarno: Sir David Robert Bates. 18 November 1916—5 January 1994 in Biographical Memoirs of Fellows of the Royal Society